# Café Concert aux Ambassadeurs
Café Concert aux Ambassadeurs es una pintura del maestro impresionista francés Edgar Degas, pintada en 1876-1877, al gouache en monotipo, con 37 x 26 centímetros. Muestra una escena en el famoso café concierto parisino 'Les Ambassadeurs'. La obra forma parte de la colección del Museo de Bellas Artes de Lyon desde 1910.

## Contexto
Degas fue conocido como alguien que siempre estuvo muy interesado en nuevas técnicas y experimentación. Por ejemplo, durante la cuarta exposición impresionista en 1879, fue uno de los primeros en plasmar la moderna iluminación a gas y eléctrica de manera verosímil. En cuanto a las técnicas pictóricas, subrayó la visión de su amigo el crítico Louis Edmond Duranty, quien argumentó que las innovaciones técnicas a menudo preceden a las innovaciones artísticas.
Entre 1876 y 1879, Degas experimentó ampliamente con nuevos usos del monotipo, una técnica que había aprendido de sus amigos Ludovic-Napoléon Lepic y Marcellin Desboutin. El monotipo es una forma de impresión en la que se aplica tinta a una superficie no absorbente y luego se imprime una vez, principalmente para crear líneas suaves. Se vio como una forma de crear un mayor efecto de espontaneidad. Debido a que el monotipo fue siempre una imagen especular del dibujo original, se creó la impresión de que el dibujo tenía un carácter menos "automático". Además, el propio Degas añadió una nueva dimensión pintando sobre el monotipo con gouache y trabajando con pasteles, agrandando ligeramente la hoja. De esta forma pudo seguir improvisando todo lo posible sobre el dibujo impreso. Debido a que la tinta negra del monotipo acentuaba las partes sombreadas, creó un contraste especial entre los colores y un efecto de iluminación artificial.

## El café concierto
Los primeros cafés concierto hicieron su aparición en París ya en la década de 1830, pero no fue hasta la década de 1870 que alcanzaron su mayor popularidad. Inicialmente dirigidos principalmente a las clases sociales más bajas, en ese período una audiencia más variada provenía de todos los ámbitos de la vida. Degas también era un visitante habitual. Un café concierto ofrecía al público actuaciones con cantantes y comediantes. Todo el mundo podía entrar y salir durante la actuación y en medio se servía la consumición, bebida y pequeños refrigerios, de forma continua. El ambiente era a menudo alegre y ruidoso. Algunos de los locales solo estaban abiertos en verano y albergaban la actuación al aire libre, en la terraza. Entre los establecimientos más conocidos de la década de 1870 estaban el 'Alcazar d'Été' y el 'Café des Ambassadeurs', ambos ubicados en los Campos Elíseos. Este último había adquirido gradualmente incluso una reputación algo "elegante". A partir de 1876 Degas haría varios monotipos con ambos cafés como tema.
Más tarde, Henri de Toulouse-Lautrec elegiría con frecuencia los café concierto parisinos como tema.

## Descripción
Café Concert aux Ambassadeurs es uno de los pasteles sobre monotipo que Degas realizó en el período 1876-1878 para 'Des Ambassadeurs'. Representa una actuación musical, vista desde la audiencia, justo detrás del foso de la orquesta. La atención es especialmente atraída por la cantante con el vestido rojo brillante sobre el escenario, fuertemente iluminada por la luz de las lámparas redondas a gas, justo en frente de los músicos. Para Degas, el espectáculo claramente no es solo en el escenario. La escena es tan vívida que parece que fue dibujada in situ.
El esquema compositivo de la obra corresponde a varias de las escenas de ballet de Degas: el público en primer plano, la orquesta detrás y los artistas detrás de ella. La posición se ha elegido elevada, de modo que el encantador jardín del fondo también es visible. La estricta geometría del fondo contrasta con la forma relajada en la que se han desarrollado las otras partes de la obra. La distorsión provocada por la iluminación nocturna también juega un papel importante en la obra, subrayando el interés de Degas por las modernidades.

## Recepción
Degas expuso la obra en la Tercera Exposición Impresionista de 1877. El crítico Georges Rivière escribió entonces: "Qué ingeniosamente están dibujadas las figuras del fondo, con sus ropas de muselina y sus abanicos. ¡Y el público en primer plano, tan lleno de atención, con la cabeza levantada, cautivado por las frívolas canciones y la sugerente actuación! . . .  El gesto de la cantante, que se inclina ante el público, es extraordinario, solo puede ser fruto de su éxito. Ella no sigue el 'código', como dicen los actores, sino que se dirige al público, lo cuestiona y lo deja reaccionar como quiere. Ella gobierna a los déspotas entre ellos, a cuyos vicios se entrega con alegría.".
Algunos críticos también ven un sesgo ligeramente satírico en la forma.

## Galería

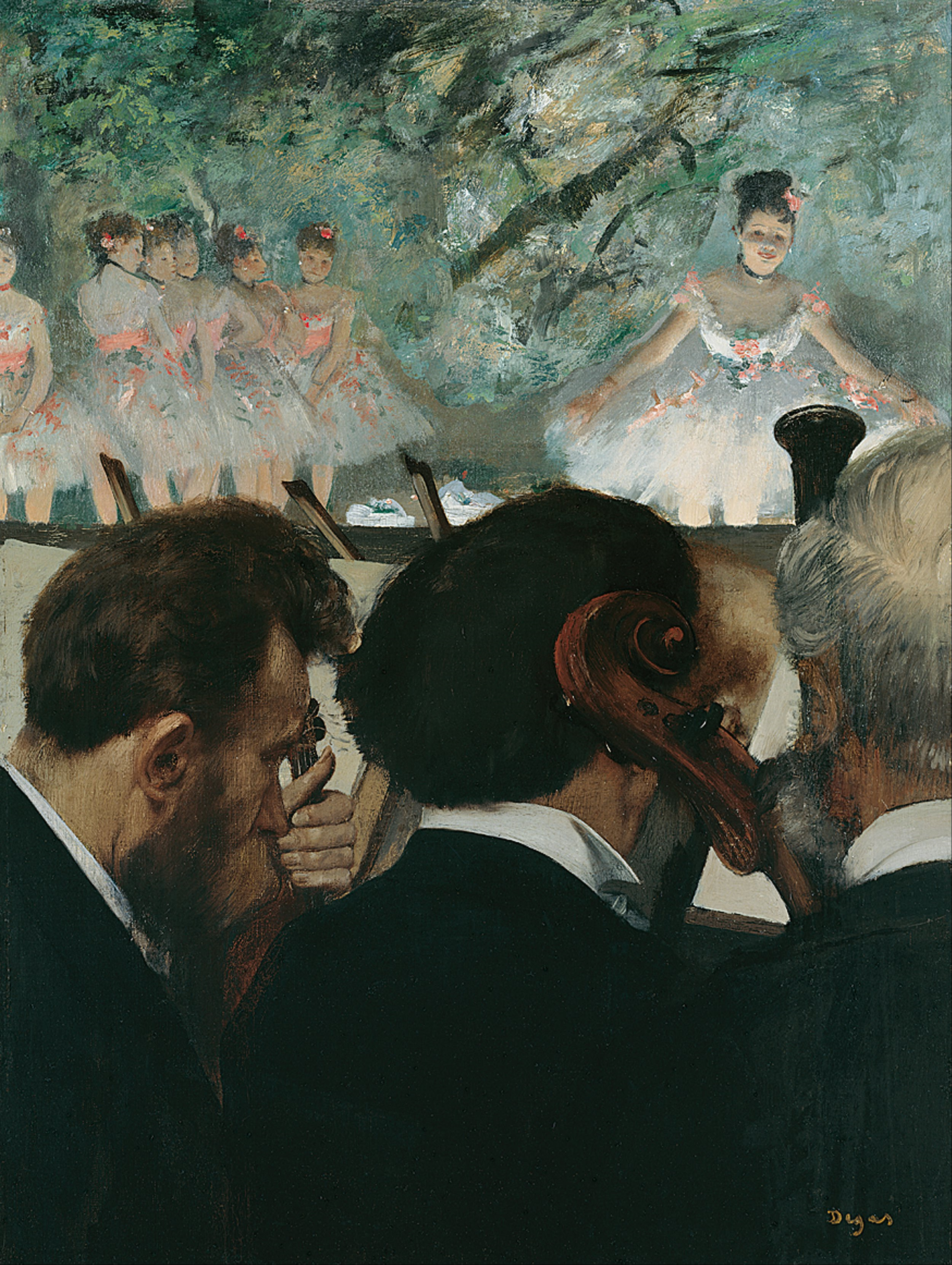
Músicos de la orquesta, período ligeramente anterior, 1872-1874, pintado en una composición similar, desde un punto de vista igual.
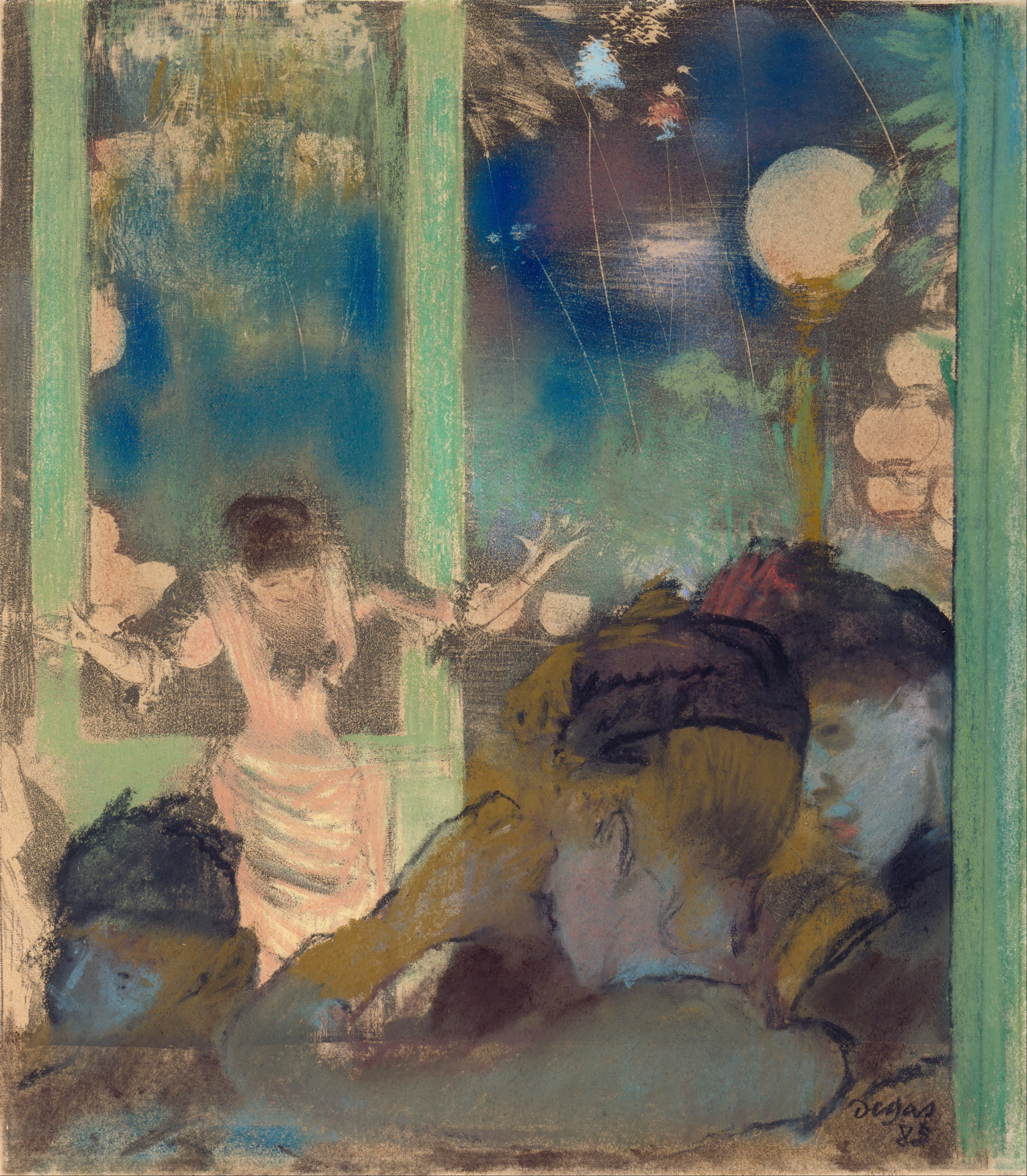
Mademoiselle Bécat en el Café des Ambassadeurs, período posterior, 1885, mismo lugar, configuración y técnica similares, pastel sobre litografía.
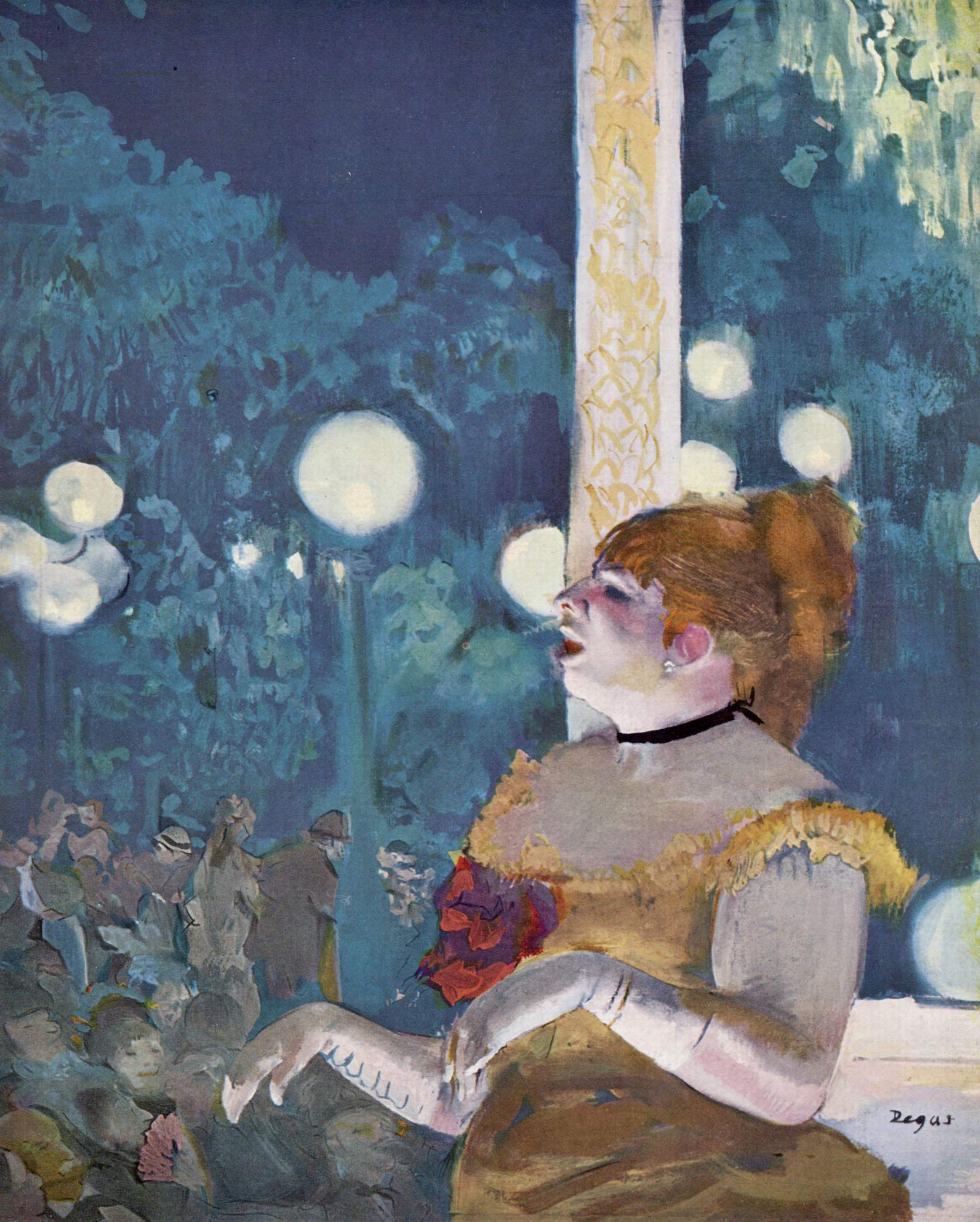
La Chanson du chien, de la misma época, que representa a la popular cantante Thérésa (Suzanne Valadon) interpretando su famosa 'Canción del perro' en el 'Alcazar d'Été'.